# Ostrowy Leśne
Ostrowy Leśne – część miasta i osiedle Włocławka, położone w jego południowej części.

## Historia
Dzieje Ostrów Leśnych powiązane są z miejscowością Ostrowy, należącą od 1867 do gminy Łęg w powiecie włocławskim w guberni warszawskiej. Za II RP Ostrowy należały do gminy Łęg w powiecie włocławskim w województwie warszawskim. 20 października 1933 otrzymały status gromady (sołectwa) w gminie Łęg. Od 1 kwietnia 1938 w województwie pomorskim.
Po wojnie Ostrowy zachowały przynależność administracyjną, stanowiąc jedną z 9 gromad gminy Łęg w powiecie włocławskim, od 1950 w województwie bydgoskim. W związku z reformą administracyjną kraju jesienią 1954 Ostrowy podzielono. Zachodnią część – osadę leśną Krzywe Błoto, cegielnię Falbanka oraz leśnictwa Falbanka i Ostrowy – włączono do nowo utworzonej gromady Michelin (jest to dzisiejsze osiedle Ostrowy Leśne), natomiast wschodnia część (głównie obszar leśny) weszła w skład nowo utworzonej gromady Modzerowo (współczesna część miasta Ostrowy). Po zniesieniu gromady Modzerowo 31 grudnia 1961 obszar leśny Ostrowy włączono do nowo utworzonej gromady Wistka Królewska w tymże powiecie, a po zniesieniu gromady Wistka Królewska 1 stycznia 1972 – do nowej gromady Smólnik. Podzielone obszary Ostrów utraciły status odrębnych miejscowości i były odtąd spisywane ze wsiami: Mielęcin w gromadzie Michalin (obszar zachodni) i Rybnica w gromadzie Wistka Królewska/Smólnik
1 stycznia 1973, wraz z kolejną reformą administracyjną kraju, oba obszary Ostrów weszły w skład gminy Włocławek jako części wsi Mielęcin i Rybnica W latach 1975–1979 administracyjnie należały do województwa włocławskiego. 1 grudnia 1979 – już jako składowe Mielęcina i Rybnicy – włączone zostały do Włocławka.